# Орбіта Землі

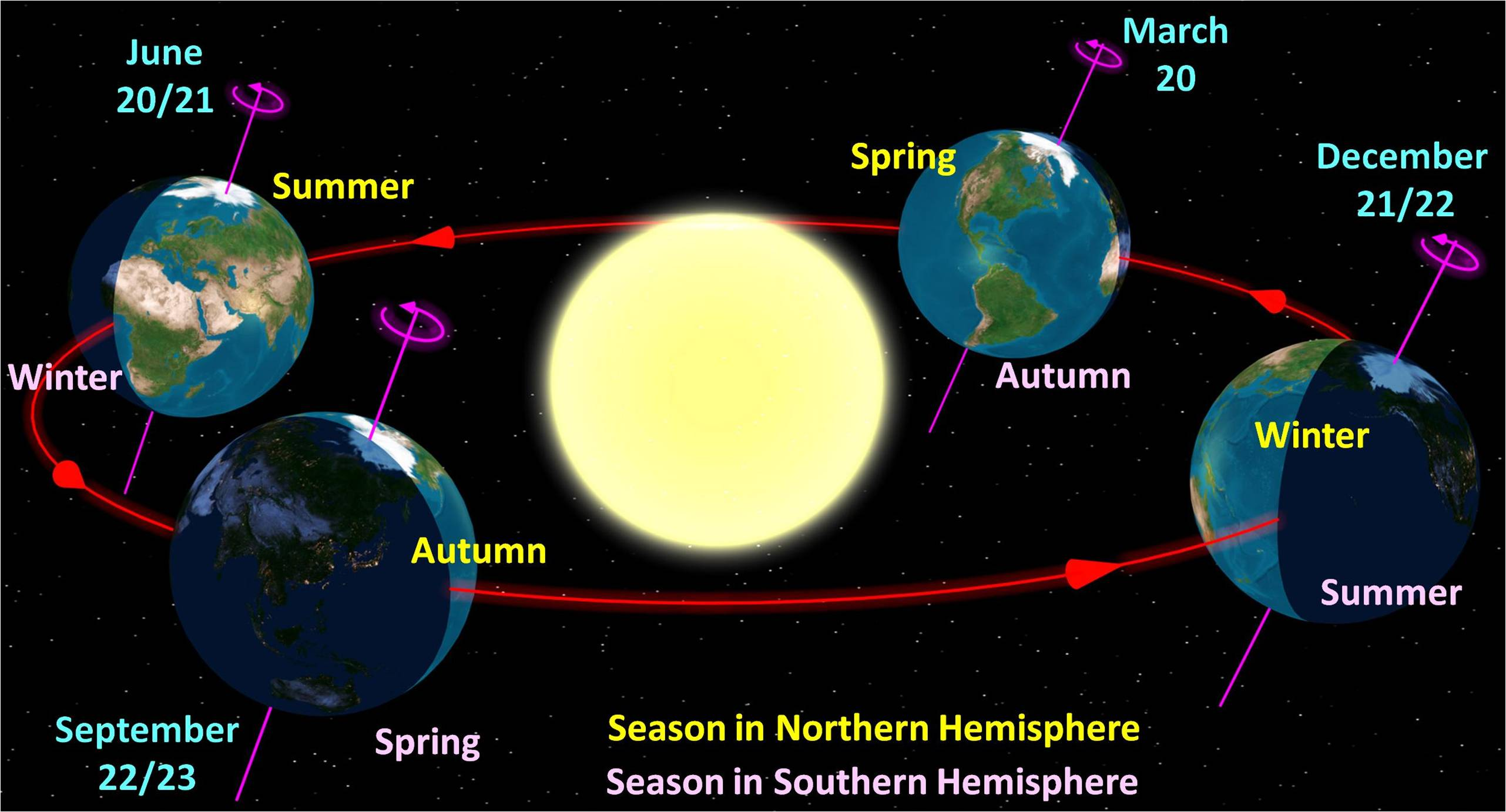
Пори року в різних точках орбіти Землі (вид на орбіту під кутом, Земля і Сонце не в масштабі)

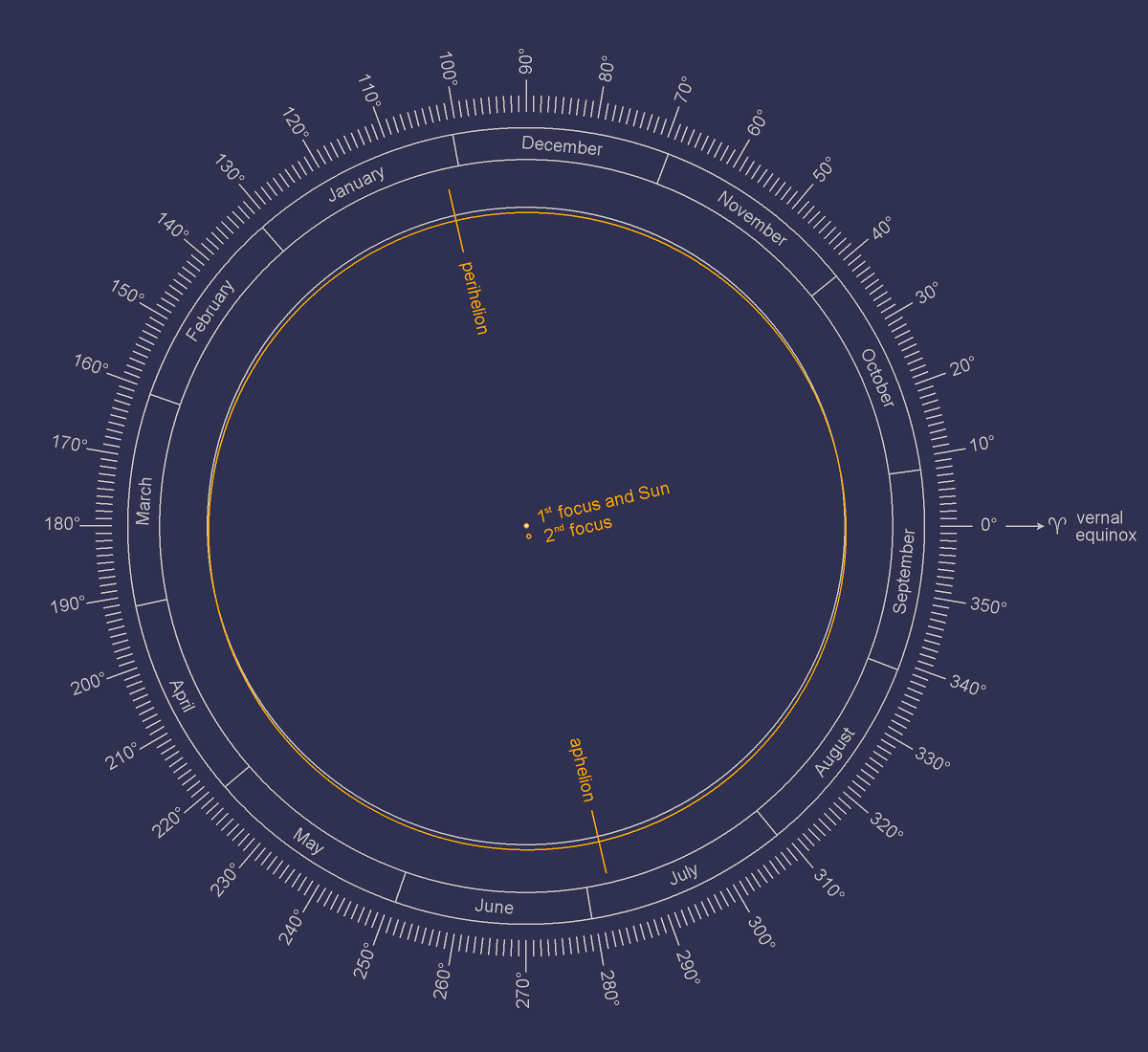
Орбіта Землі (помаранчева) у порівнянні з колом (сіре)

Орбі́та Землі́ — траєкторія руху Землі навколо Сонця. Земля обертається навколо Сонця з середньою швидкістю 30 км/с на середній відстані близько 149,6 мільйонів кілометрів (ця відстань називається астрономічною одиницею і широко використовується як одиниця вимірювання відстаней в межах Сонячної системи). Період обертання, так званий сидеричний рік, триває 365,256363 діб. Площина, в якій лежить земна орбіта, називається екліптикою, і земному спостерігачу здається, що Сонце рухається в цій площині, роблячи повний оберт за один рік, тобто щодоби зміщуючись на схід приблизно на 1° або два своїх діаметри. Сузір'я, через які відбувається цей річний рух Сонця, називаються зодіакальними сузір'ями.
Нахил осі обертання Землі (кут між площиною орбіти Землі і її екватором) становить 23,5°, через що приблизно півроку північна півкуля Землі отримує більше сонячного світла, і приблизно півроку — південна. Ця різниця в освітленостях призводить до зміни пір року. Точки на земній орбіті, в яких південна й північна півкулі однаково освітлені Сонцем, називаються точками рівнодення, а точки, в яких Сонце сягає максимальної висоти в одній з півкуль (і мінімальної в іншій) — точками сонцестояння. При погляді з Північного полюсу Землі здається, що й обертання Землі навколо власної осі, й обертання Землі навколо Сонця відбуваються проти годинникової стрілки.
У відповідності до першого закону Кеплера, орбіта Землі в першому наближенні є еліпсом, в одному з фокусів якого знаходиться Сонце. Цей еліпс близький до кола, і його ексцентриситет (зміщення Сонця відносно центру еліпса) складає всього 0,0167. Відстань від Землі до Сонця мінімальна в перигелії 2-5 січня, а максимальна в афелії 3-5 липня. Той парадокс, що в північній півкулі найхолодніше, коли Земля найближче до Сонця, пояснюється тим, що зміна висоти Сонця над горизонтом через нахил осі обертання Землі справляє набагато більший вплив на температуру, ніж зміна відстані до Сонця. Еліптична орбіта Землі трохи змінюється з часом через гравітаційні збурення від інших планет Сонячної системи.
Визначення того, що саме Земля обертається навколо Сонця, а не навпаки, стало значним відкриттям на шляху становлення сучасної механіки. Роботи Аристарха, Коперника, Галілея та інших науковців допомогли перейти від геоцентризму (моделі світу, де Земля знаходиться в центрі) до геліоцентризму (Сонце в центрі). Після робіт Кеплера стало зрозуміло, що орбіта Землі є еліпсом. Перше надійне визначення розміру земної орбіти зробив Джованні Кассіні (1672).

## Історія дослідження

Схематичне порівняння геоцентричної та геліоцентричної систем

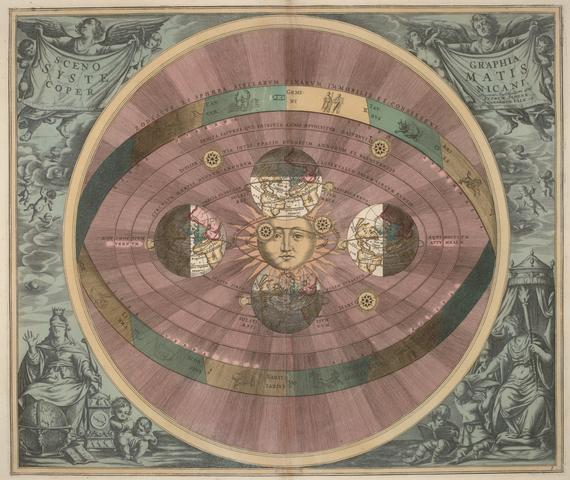
Геліоцентрична Сонячна система

Значна частина стародавніх вчених дотримувалася так званої геоцентричної системи, в якій Земля є центром Всесвіту і навколо неї обертаються всі небесні тіла.
Вперше ідею, що Земля рухається орбітою навколо Сонця, так званий геліоцентризм, висловив давньогрецький астроном Аристарх Самоський у III ст. до н. е. Спостерігаючи за місячним затемненням, він зробив висновок, що діаметр Сонця більший за діаметр Землі у 20 разів (насправді в 109 разів). Отримавши такі розміри, він вирішив, що було б дивним якби більше Сонце оберталося навколо меншої Землі, а не навпаки.
Ідея геліоцентризму висловлена ним у праці «Про величини і відстані Сонця і Місяця» не набула розповсюдження в античні часи. Одним із контраргументів була відсутність паралаксу зірок. Адже якщо Земля обертається навколо такого далекого Сонця, то кути між зорями мають суттєво змінюватися в залежності від місця спостерігача на орбіті. Також теорія геліоцентризму не могла передбачити рух планет з достатньою точністю. Вважалося, що всі орбіти є коловими, а це суперечило спостереженням. У теорії геоцентризму подібну проблему вирішували сферами, що рухаються навколо сфер. Впродовж тисячоліть ці аргументи та авторитет Птолемея, Платона й Арістотеля не давали розвинутися ідеї геліоцентризму. Ці ж аргументи наводили і в часи Коперника.
Завдяки праці Коперника «Про обертання небесних сфер» (лат. De revolutionibus orbium coelestium), виданої у 1543 році, теорія геліоцентризму відродилася знову. В астрономії почала утверджуватися думка, що Земля рухається по орбіті навколо Сонця.
Найкращий астроном-спостерігач дотелескопічної епохи Тихо Браге сторив власну змішану систему, у якій всі планети обертаються навколо Сонця, а саме Сонце обертається навколо Землі. За його розрахунками відстань між Землею та Сонцем становила 8 млн. км.
Пізніше його учень Йоган Кеплер отримав для відстані до Сонця значення 25 млн. км — увосьмеро менше за правильне значення. Але головний внесок Кеплера полягав у тому, що у 1609 році в праці «Нова астрономія» (лат. Astronomia nova) він вперше відмовився від колових орбіт і запропонував, що орбіта Марса є еліпсом, в одному з фокусів якого знаходиться Сонце. Пізніше було виявлено, що еліпсом є й орбіта Землі.
Нову спробу обчислити відстань до Сонця здійснив у 1672 Джованні Кассіні. Порівнявши дані власних спостережень за Марсом, здійсненних ним в Парижі, та дані, отриманні Жаном Ріше у Французькій Гвіані, Кассіні виміряв паралакс Марса на фоні далеких зір. Це дало йому відстань від Землі до Сонця, рівну 140 млн. км — всього на 7 % менше за сучасне значення. Наступні визначення астрономічної одиниці включали спостереження транзитів Венери (1761, 1769), вимірювання паралаксів астероїда Ерос під час його близьких проходжень повз Землю (1900—1901, 1930—1931), радарні дослідження Венери (починаючи з 1958) і астероїдів і, нарешті, телеметрію космічних кораблів. 2012 року Міжнародний астрономічний союз зафіксував значення астрономічної одиниці на рівні 149 597 870 700 метрів.

## Опис орбіти
| Епоха                        | 2000,0                                                   |
| Афелій                       | 152,10·106 км, 1,0167 а. о.                              |
| Перигелій                    | 147,10·106 км, 0,98329 а. о.                             |
| Велика піввісь               | 149,60·106 км, 1,0000010178 а. о.                        |
| Ексцентриситет               | 0,0167086                                                |
| Нахил                        | 7,155° до екватора Сонця, 1,578690° до незмінної площини |
| Довгота висхідного вузла     | 174,9°                                                   |
| Довгота перигелію            | 102,9°                                                   |
| Аргумент перигелію           | 288,1°                                                   |
| Період                       | 365,256 днів                                             |
| Середня орбітальна швидкість | 29,78 км/с, 107208 км/год                                |
| Швидкість в афелії           | 29,29 км/с                                               |
| Швидкість в перигелії        | 30,29 км/с                                               |

Схематичне зображення положень сонцестояння, рівнодення та лінієї апсид земної орбіти

Відповідно до астрономічної конвенції, чотири пори року визначаються сонцестояннями (дві точки на орбіті Землі, в яких вісь Землі максимально нахилена до Сонця або від Сонця) і рівнодення (дві точки на орбіті Землі, де вісь Землі та перпендикулярна уявній лінії, проведеній від Землі до Сонця). Сонцестояння і рівнодення ділять рік на чотири приблизно рівні частини. У північній півкулі зимове сонцестояння відбувається приблизно 21 грудня, літнє сонцестояння приблизно 21 червня, весняне рівнодення припадає приблизно на 20 березня, а осіннє — приблизно на 23 вересня. Вплив нахилу осі Землі на температуру в південній півкулі протилежний впливу в північній півкулі, тому пори року сонцестоянь і рівнодень в південній півкулі протилежні порам року у північній півкулі (наприклад, північне літнє сонцестояння відбувається в той самий час, що й південне зимове сонцестояння).
У наш час перигелій Землі припадає приблизно на 3 січня, а афелій — на 4 липня. Іншими словами, Земля знаходиться ближче до Сонця в січні, і далі в липні, що може здатися суперечливим для тих, хто проживає в північній півкулі, де холодніше, коли Земля найближче до Сонця, і тепліше, коли воно знаходиться найдальше. Зміна відстані Земля-Сонце призводить до збільшення приблизно на 7 % загальної сонячної енергії, що досягає Землі в перигелії відносно афелію. Оскільки південна півкуля нахилена до Сонця приблизно в той самий час, коли Земля максимально наближається до Сонця, південна півкуля протягом року отримує трохи більше енергії від Сонця, ніж північна. Однак цей ефект набагато менш значний, ніж загальна зміна енергії через нахил осі, і більша частина надлишкової енергії поглинається більшою часткою поверхні, покритої водою в південній півкулі.
Сфера Гілла (гравітаційна сфера впливу) Землі має радіус приблизно 1 500 000 кілометрів (0,01 астрономічних одиниць) — приблизно вчетверо більший за середню відстань до Місяця. Це максимальна відстань, на якій гравітаційний вплив Землі є сильнішим, ніж вплив Сонця. Об'єкти, що обертаються навколо Землі, повинні бути в межах цього радіуса, інакше вони полишуть навколоземні оббіти через гравітаційні збурення від Сонця.
На діаграмі праворуч показано співвідношення між положеннями сонцестояння, рівнодення та лінією апсид орбіти Землі. Орбіта проходить через перигелій (найближчу до Сонця точку) 2-5 січня, весіннє рівнодення 19-21 березня, літнє сонцестояння 20-22 червня, афелій (найвіддаленішу точку від Сонця) 3-5 липня, осіннє рівнодення 22-24 вересня та зимове сонцестояння 21-23 грудня Діаграма сильно перебільшує еліптичність орбіти Землі, — фактична орбіта є практично круговою.
Математики та астрономи (зокрема, Лаплас, Лагранж, Гаусс, Пуанкаре, Колмогоров, Арнольд, Мозер шукали докази стабільності руху планет і дали кілька доведень стабільності Сонячної системи. Згідно з більшістю прогнозів, орбіта Землі буде відносно стабільною протягом тривалого часу.